# Малеиновая кислота
Малеи́новая кислота́ (хим. формула — HOOC-CH=CH-COOH или H4C4O4) — двухосновная непредельная органическая кислота.
Название по номенклатуре IUPAC — цис-бутендиовая кислота. Её транс-изомер называется фумаровой кислотой.
Соли и сложные эфиры малеиновой кислоты называются малеатами.
Наиболее часто кислота используется для получения фумаровой кислоты.

## Физические свойства
Молекула малеиновой кислоты менее стабильна фумаровой кислоты. Разница их теплот сгорания равна 22,7 кДж/моль.
Малеиновая кислота хорошо растворима в воде (788 г/л при 25 °C), тем временем фумаровая кислота — плохо (6,3 г/л при 25 °C). Эти свойства объясняются образованием внутримолекулярной водородной связи в молекуле кислоты.

## История и методы синтеза
Малеиновая кислота впервые была получена Лассэнем в 1819 году перегонкой яблочной кислоты. По Перкину (1881), для её получения яблочную кислоту обрабатывают ацетилхлоридом, получая ацетил-яблочный ангидрид, который разлагается с образованием уксусной кислоты и малеинового ангидрида, гидратацией которого получают малеиновую кислоту.
Общая схема процесса:

## Производство в промышленности
В промышленности малеиновую кислоту получают гидролизом малеинового ангидрида, который получают каталитическим окислением бензола по схеме:

## Применение в промышленности
Наиболее важным применением малеиновой кислоты является использование её в производстве фумаровой кислоты. Для производства фумаровой кислоты малеиновою кислоту каталитически (катализаторы — тиомочевина, неорганические кислоты) изомеризуют. Очень малая растворимость фумаровой кислоты сильно упрощает её отделение от непрореагировавшей малеиновой кислоты. Эти кислоты являются геометрическими изомерами и не могут самопроизвольно превращаться одна в другую. Это объясняется тем, что для их взаимопревращение необходимо разорвать π-связь между атомами углерода. Путём озонолиза малеиновую кислоту превращают в глиоксиловую кислоту.

## Другие реакции
Малеиновою кислоту можно превратить в яблочную кислоту путём гидратации, в янтарную кислоту путём гидрирования или электрохимического восстановления на катоде из нержавеющей стали, в малеиновый ангидрид путём дегидратации. Вышеперечисленные реакции не используются в промышленности для производства перечисленных веществ, являясь экономически невыгодными.